# Puchar świata w rugby 7
Puchar świata w rugby 7 (Rugby World Cup Sevens) – międzynarodowe zawody w rugby 7 w randze mistrzostw świata. Organizatorem imprezy jest World Rugby i od początku biorą w niej udział męskie reprezentacje narodowe, a od 2009 roku również żeńskie. Pierwszy turniej odbył się w 1993 roku w Szkocji. Od tamtej pory kolejne zawody są rozgrywane co cztery lata. Aktualnymi zwycięzcami są reprezentacje Nowej Zelandii.
W związku z przyjęciem rugby siedmioosobowego w poczet sportów olimpijskich, przyszłość Pucharu Świata stanęła pod znakiem zapytania, IRB bowiem przekonywała MKOl, że występ na igrzyskach będzie najważniejszą imprezą sportową w tej dyscyplinie. W marcu 2013 roku pojawiły się jednak informacje o zachowaniu turnieju i dopasowaniu jego terminarza do cyklu olimpijskiego, potwierdzone następnie przez IRB w połowie czerwca tego roku.

## Trofeum
Zwycięzcy turnieju męskiego oprócz tytułu mistrzowskiego otrzymują Puchar Melrose, trofeum przechodnie nawiązujące do pierwszego turnieju rugby 7 który odbył się w Melrose w roku 1883.

## Zwycięzcy

### Mężczyźni
| Rok  | Gospodarz                    |               | Finał | Finał             | Finał |
| Rok  | Gospodarz                    | Zwycięzca     | Wynik | Przegrany         |       |
| 1993 | Szkocja                      | Anglia        | 21:17 | Australia         |       |
| 1997 | Hongkong                     | Fidżi         | 24:21 | Południowa Afryka |       |
| 2001 | Argentyna                    | Nowa Zelandia | 31:12 | Australia         |       |
| 2005 | Hongkong                     | Fidżi         | 29:19 | Nowa Zelandia     |       |
| 2009 | Zjednoczone Emiraty Arabskie | Walia         | 19:12 | Argentyna         |       |
| 2013 | Rosja                        | Nowa Zelandia | 33:0  | Anglia            |       |
| 2018 | Stany Zjednoczone            | Nowa Zelandia | 33:12 | Anglia            |       |
| 2022 | Południowa Afryka            |               | —     |                   |       |

### Kobiety
| Rok  | Gospodarz                    |               | Finał | Finał         | Finał |
| Rok  | Gospodarz                    | Zwycięzca     | Wynik | Przegrany     |       |
| 2009 | Zjednoczone Emiraty Arabskie | Australia     | 15:10 | Nowa Zelandia |       |
| 2013 | Rosja                        | Nowa Zelandia | 29:12 | Kanada        |       |
| 2018 | Stany Zjednoczone            | Nowa Zelandia | 29:0  | Francja       |       |
| 2022 | Południowa Afryka            |               | —     |               |       |